# Мраморное море
Мра́морное мо́ре (тур. Marmara Denizi) — средиземное море Атлантического океана, расположенное между европейской и малоазиатской частями Турции. На северо-востоке соединяется проливом Босфор с Чёрным морем, на юго-западе — проливом Дарданеллы с Эгейским морем.

## Этимология
Название происходит от названия острова Мармара, где осуществлялись крупные разработки белого мрамора (лат. marmor -
«мрамор»). В Древней Греции море называлось «Пропонтида» (др.-греч. Προποντίς) — «предморье», от πρό — «перед» + πόντος — «море».

## Гидрография и гидрология
Международная гидрографическая организация установила западную границу Мраморного моря по выходу пролива Дарданеллы в Эгейское море, а северо-восточную по линии, соединяющей мысы Румели и Анадолу у границы пролива Босфор рядом со Стамбулом (41°13' с. ш.). Протяжённость моря с северо-востока на юго-запад — 280 км, в самой широкой части оно приближается к 80 км. Площадь согласно Британской энциклопедии — 11 350 км², согласно Большой российской энциклопедии — 12 тыс. км², что делает его одним из самых маленьких морей мира. Оценки глубины различаются между источниками. Если Британская энциклопедия определяет среднюю глубину моря в 494 м, а максимальную в 1355 м, то Большая российская энциклопедия указывает, соответственно, глубины в 250 и 1273 м. В южной части моря, лежащей на шельфе, глубины не превышают 200 м, северная часть более глубоководная, с тремя котловинами глубиной свыше километра. Объём моря согласно Большой российской энциклопедии — 3 тыс. км³.

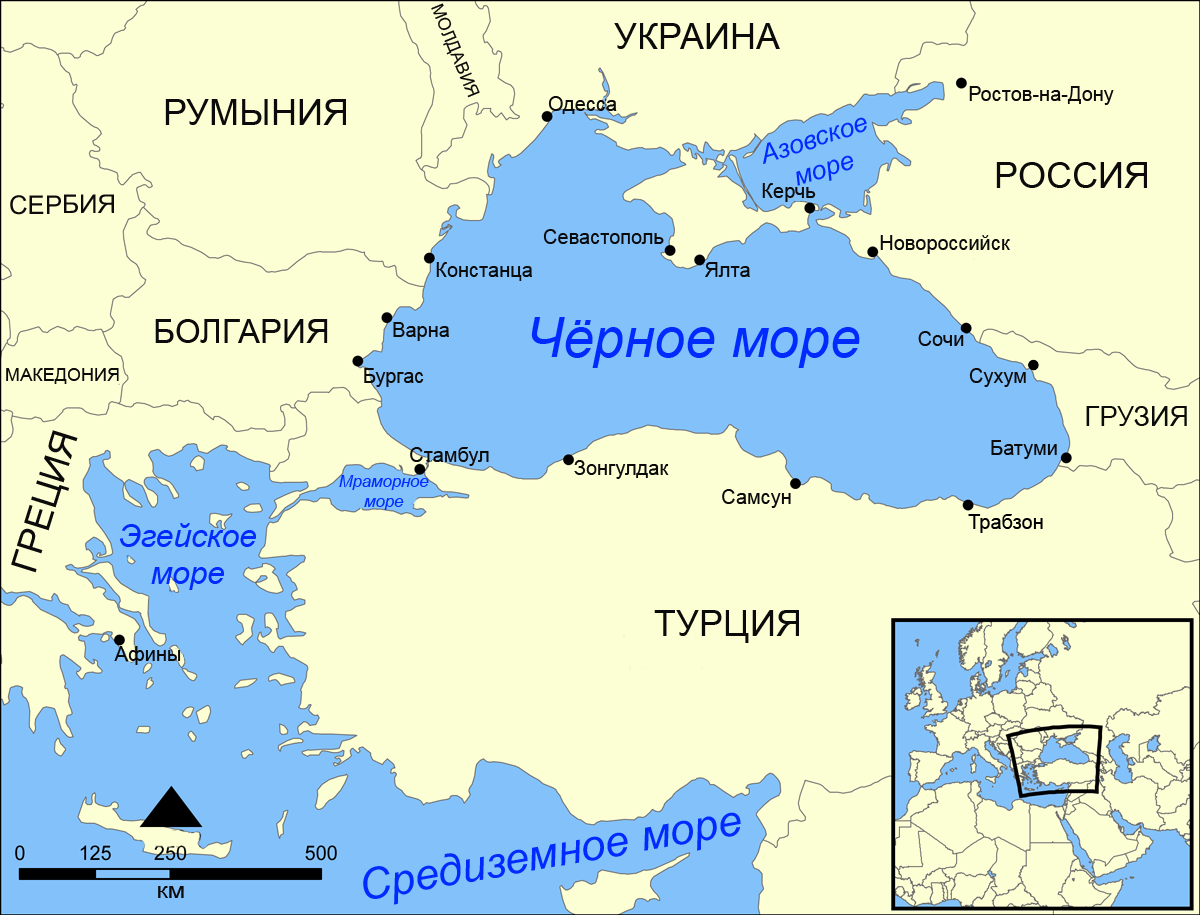
Эгейское, Мраморное и Чёрное моря

Берега преимущественно гористые. Побережье сильно изрезано на юге, где в море глубоко вдаётся полуостров Капыдагы, и востоке. Крупнейшие заливы — Эрдек, Бандырма, Измитский. Основные острова — Мармара, Пашалиманы, Имралы, а также группа Принцевых островов. У северного побережья имеются подводные рифы. В море впадают небольшие реки Граник, Сусурлук и др. (практически все — с азиатского берега).
Гидрологическая ситуация в Мраморном море во многом определяется осуществляемым через него водообменом между Средиземным и Чёрным морями. В верхнем слое толщиной 20—25 м менее солёные и менее плотные воды Чёрного моря движутся от Босфора к Дарданеллам, при этом солёность в верхнем слое постепенно повышается по мере удаления от Босфора. Солёность поверхностного слоя зимой 22,5 ‰, летом 23,5 ‰, температура соответственно 8—9 °C и 23—24 °C. Глубинные воды в придонном слое поступают из Средиземного моря через Дарданеллы и движутся к Босфору.
В придонном слое температура воды 14—16 °C, солёность 36—38 ‰, обе эти характеристики почти не зависят от времени года или близости к проливам. Между верхним и нижним слоями на глубинах около 25 м залегает так называемый слой скачка — прослойка небольшой толщины, в которой солёность и плотность воды резко возрастает с глубиной.
Разделение вод Мраморного моря на верхний черноморский и нижний средиземноморский слои приводит к тому, что в море существует двухслойная система преобладающих течений. Близ поверхности течение в основном направлено на запад и юго-запад, его средняя скорость около 0,5 м/с, при восточных ветрах до 1—1,25 м/с, при встречных ветрах и штилях может падать до 0,2—0,25 м/с. Глубинное течение направлено навстречу поверхностному — на восток и северо-восток (с поправками на рельеф дна), его средняя скорость от 0,35 до 0,5 м/с, эти показатели снижаются по мере приближения к Босфору.
Малой площадью моря и его удалённостью от океана обусловлено почти полное отсутствие приливно-отливных колебаний уровня. Сезонные колебания также невелики, ветровые нагоны не более 0,5 м.

## Флора и фауна
Флора и фауна Мраморного моря имеет видовой состав, родственный средиземноморскому. Промысловое значение имеют скумбрия, пеламида, анчоус, ставрида.

## История, изучение
Происхождение Мраморного моря связывают с крупными разломами земной коры, разделившими материки Европы, Азии и Африки и состоявшимися примерно 2,5 миллиона лет назад. Первое описание берегов моря осуществлено в 1845—1848 годах капитан-лейтенантом российского флота М. П. Манганари. В 1845 году адмирал М. П. Лазарев организовал экспедицию, проводившую гидрографические работы на турецких кораблях, в результате которых были составлены топографические карты всего моря и его проливов — Босфора и Дарданелл. По итогам работ в Николаеве была издана первая лоция Мраморного моря, составленная М. П. Манганари. В 1894 году Русским географическим обществом и Императорской академией наук была организована экспедиция на судне «Селеника», изучавшая гидрологию и биологию Мраморного моря. Значительные гидрологические и биологические исследования Мраморного моря провели в конце XIX века русские ученые С. О. Макаров и И. Б. Шпиндлер.

## Хозяйственное использование

Проект Стамбульского канала

Развито рыболовство (скумбрия и др.). Через Мраморное море проходят важные судоходные пути из Чёрного моря в Средиземное море. В декабре 1999 года в результате шторма в Мраморном море близ Стамбула затонул российский танкер «Волгонефть-248», в результате чего в море попало значительное количество нефтепродуктов.
Побережье моря густо заселено ещё с античных времён; на северо-востоке, у пролива Босфор расположен город Стамбул. На берегу — многочисленные курорты (Эрдек, Муданья и др.). Турция планирует к 2023 году построить в 45 км к западу от пролива Босфор судоходный Стамбульский канал шириной 150 м, который соединит Мраморное и Чёрное моря. Планируется, что по нему будет проходить основная масса перевозящих нефть танкеров. Стамбульский канал свяжет Чёрное и Мраморное моря через озеро Кючюк-Чекмедже.

## В астрономии
В честь Мраморного моря назван астероид (1174) Мармара, открытый 17 октября 1930 года немецким астрономом Карлом Райнмутом в Гейдельбергской обсерватории.

## Галерея

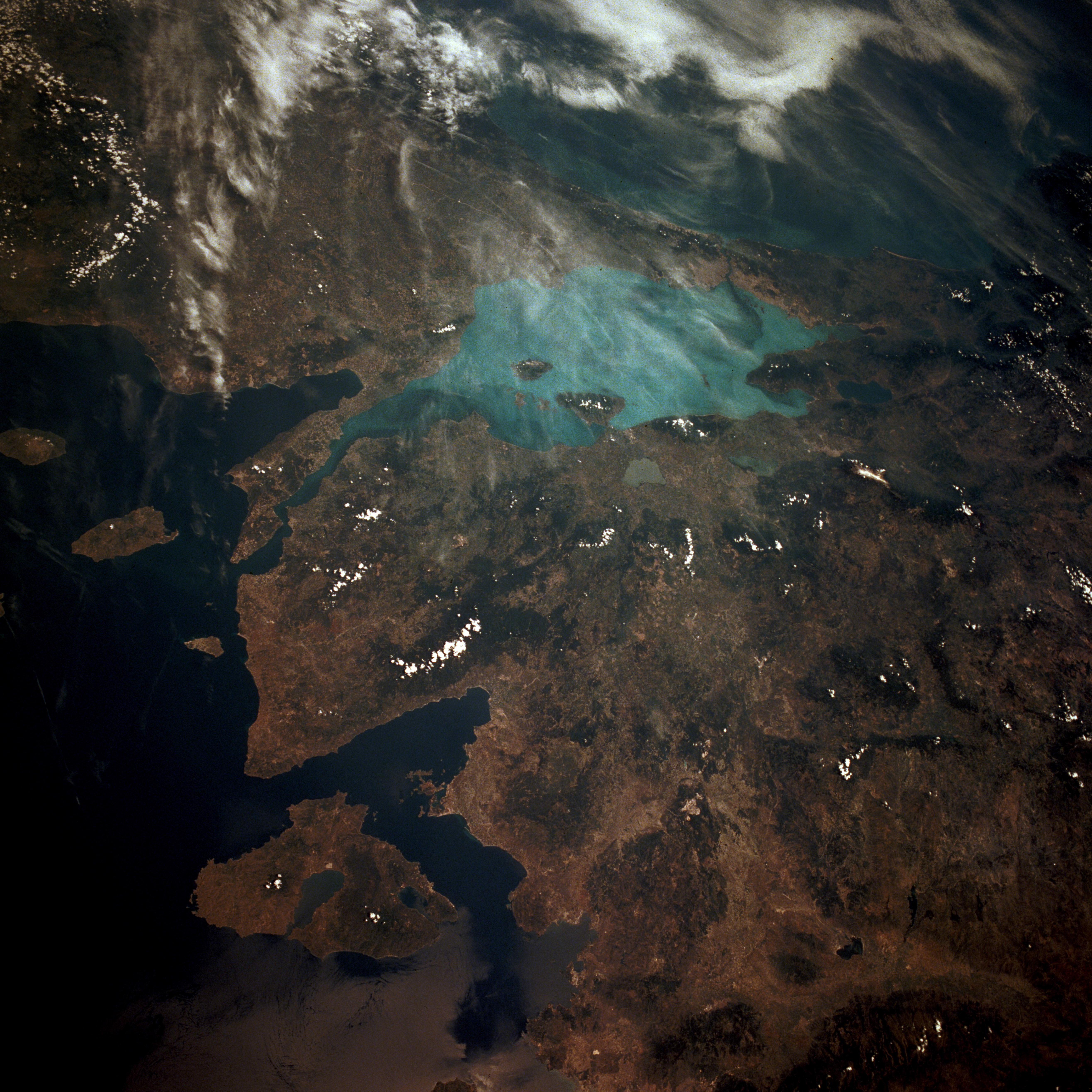
Фотография Мраморного моря из космоса (STS-40, 1991). Море — это светлый водоём.
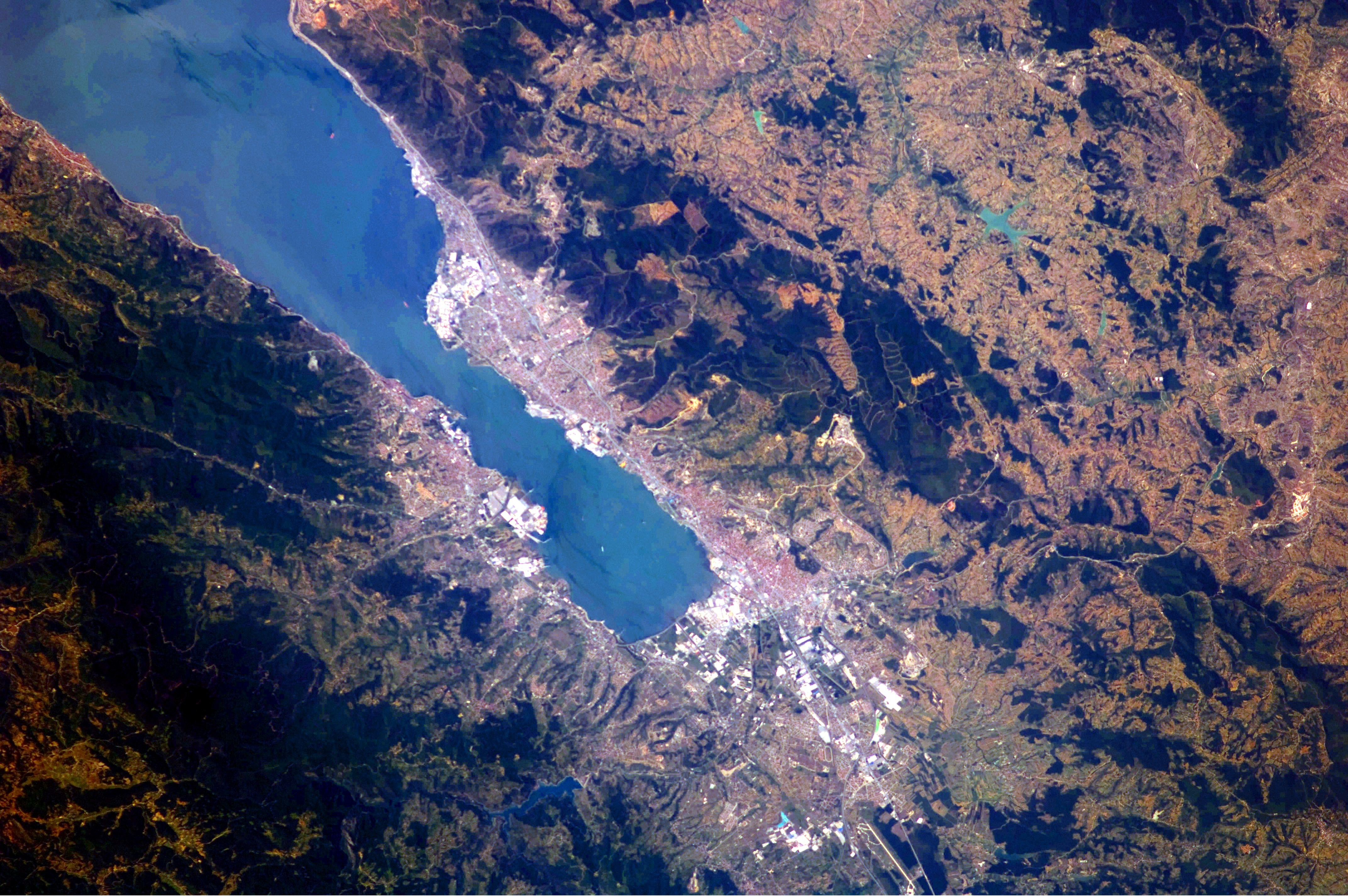
На этой фотографии астронавта освещена столичная область Измит вдоль северного и восточного берегов Мраморного моря в конце Измитского залива.
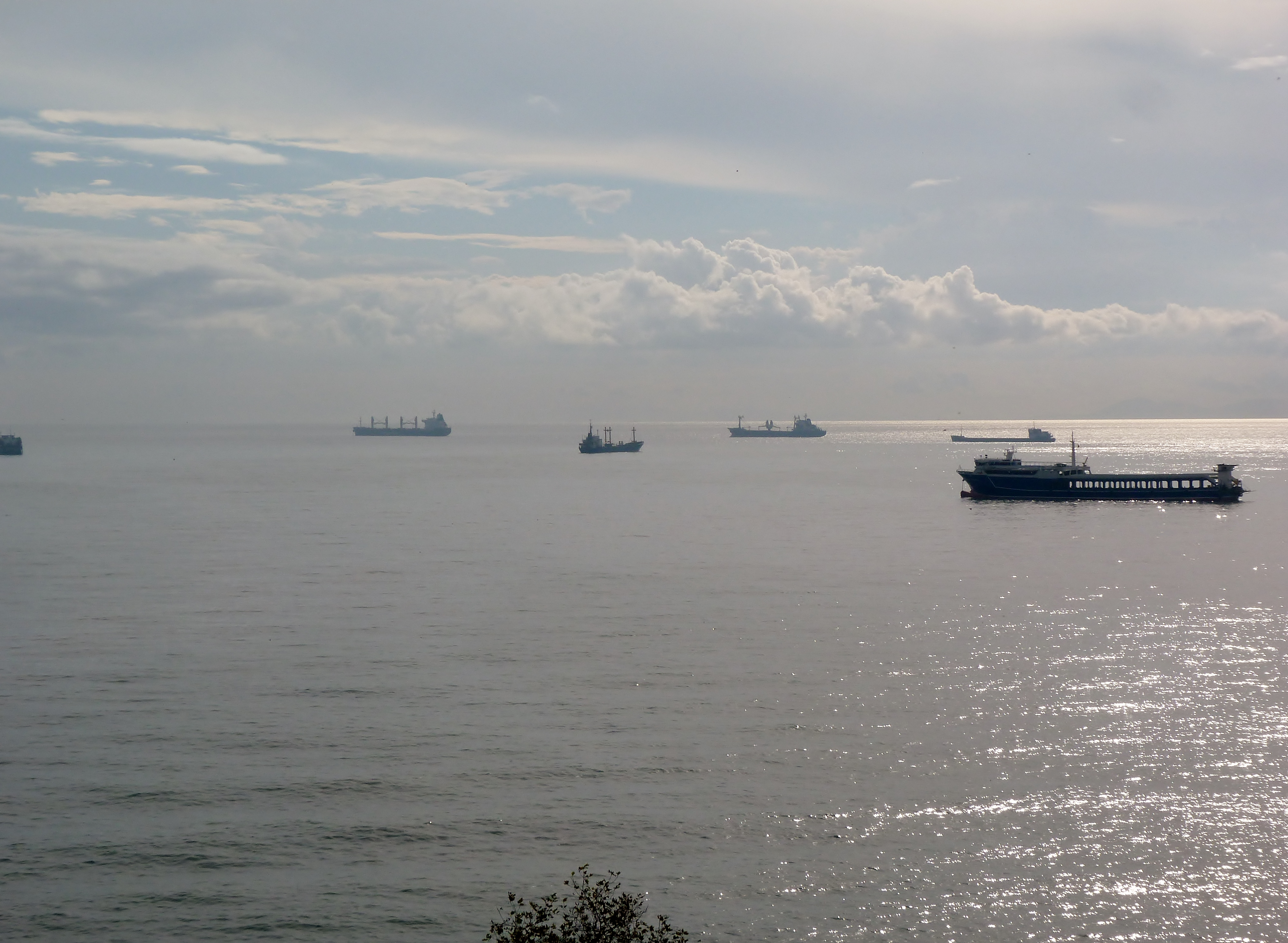
Мраморное море — Из столовой изгнания Ракоци
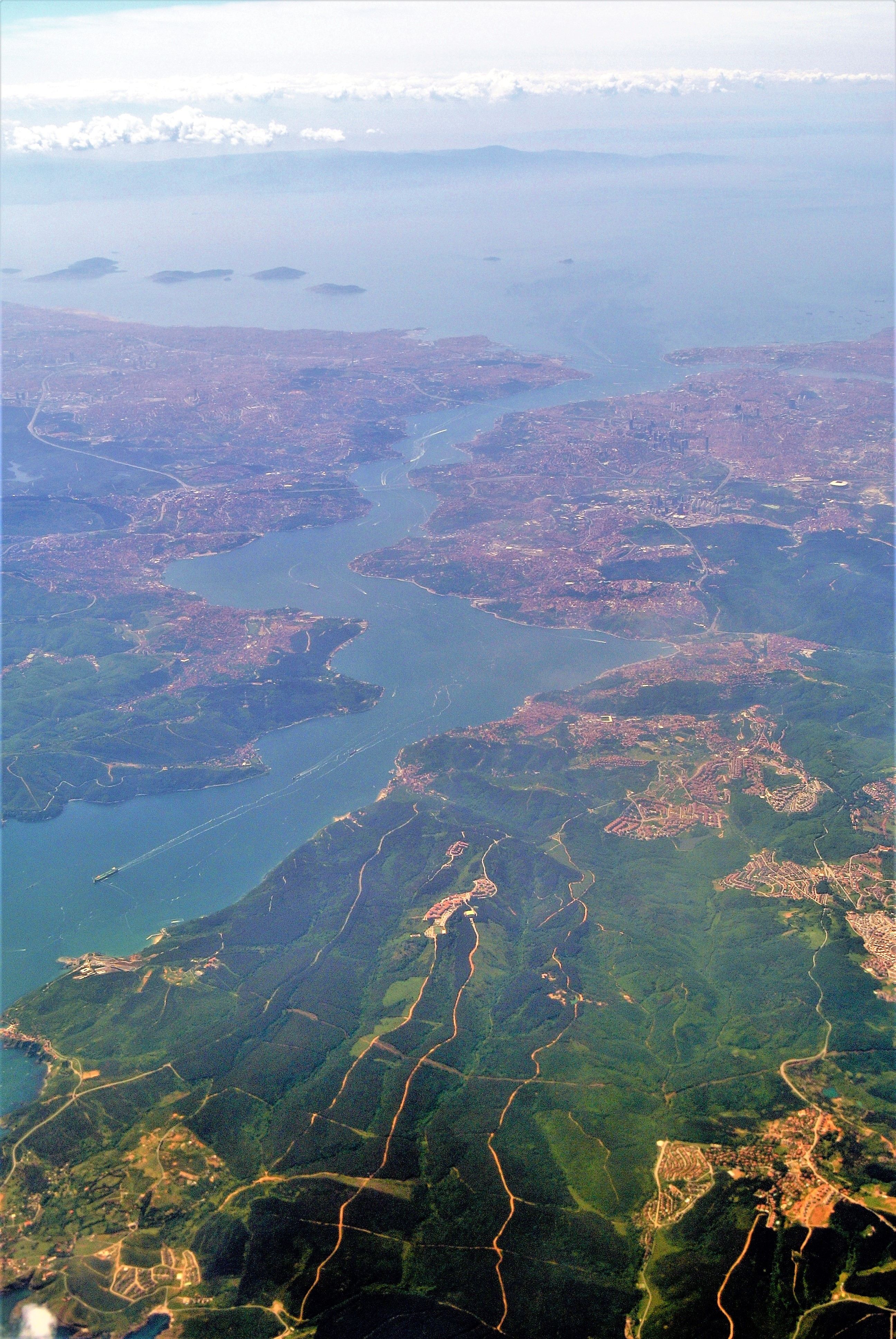
Вид с воздуха на Босфор, южный конец и Стамбул на заднем плане
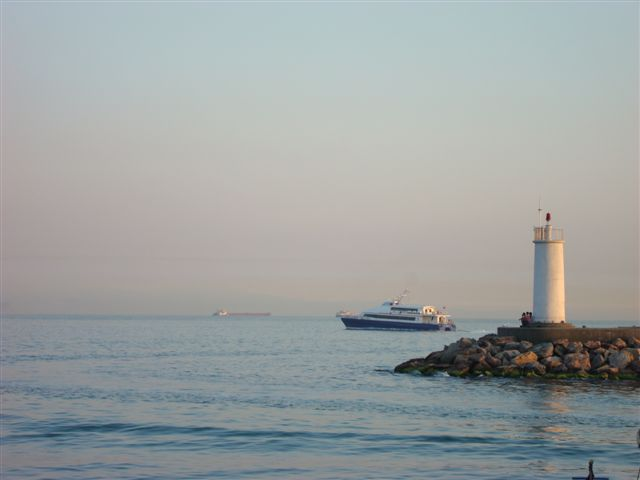
Вид на Мраморное море из Стамбула (Кумкапы)
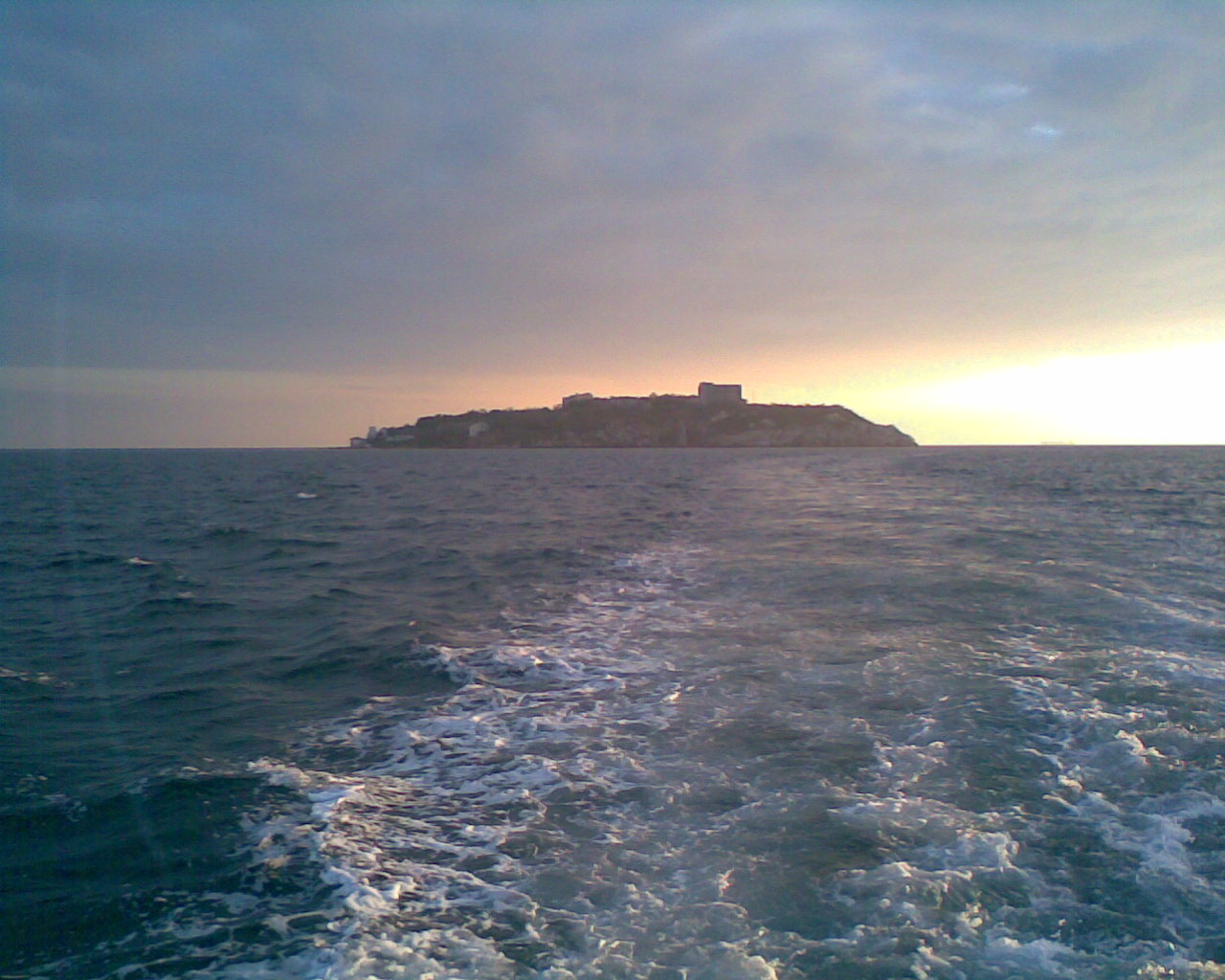
Мраморное море приближается к Яссыаде
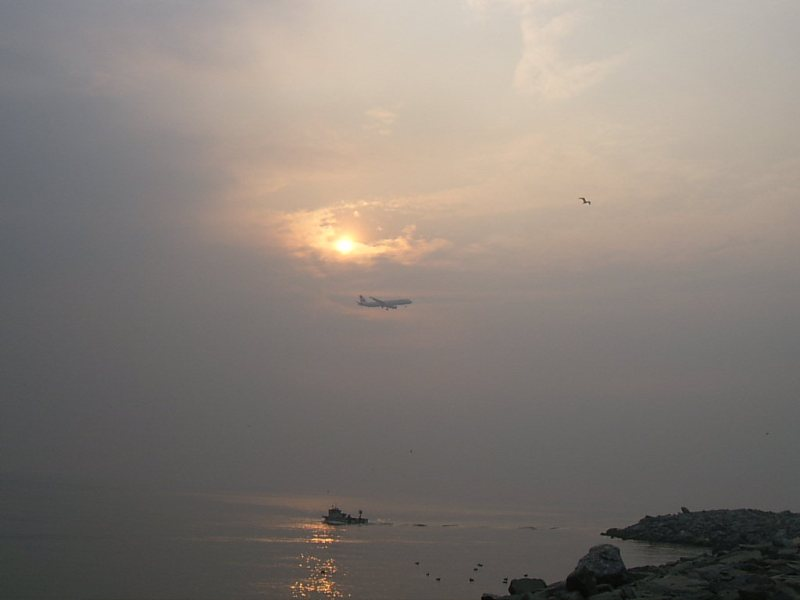
Вид на Мраморное море из Ешилькёя
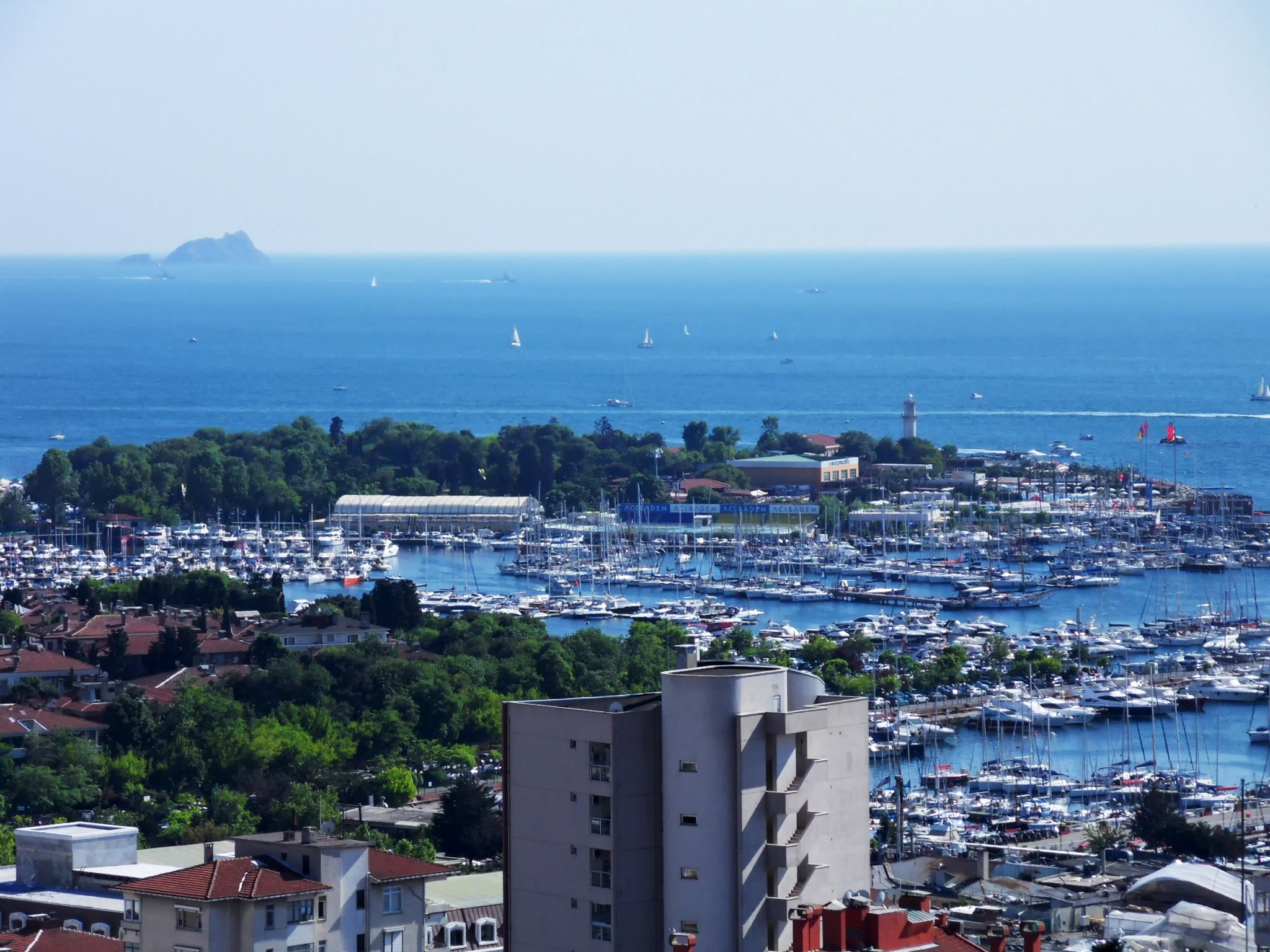
Вид на Мраморное море с Кадыкёя